# Járványügyi különkiadás
A Járványügyi különkiadás (The Pandemic Special) a South Park című amerikai animációs sorozat 308. része (a 24. évad 1. epizódja). Az Egyesült Államokban 2020. szeptember 30-án mutatták be a Comedy Central műsorán, míg Magyarországon 2020. november 9-én szinkronosan (az amerikai vetítést követő héten már feliratosan is).
Az egy óra hosszúságú epizód a Covid-19 világjárvány miatt csonkán maradt 24. évad első epizódja (az egyetlen, amelyet 2020-ban mutattak be), melyet további három követett, de ebből csak kettőt mutattak be tévében, a másik kettő a Paramount+ szolgáltatás exkluzív tartalma volt. Ennek a résznek a főszereplője Randy Marsh, aki igyekszik leplezni a szerepét a járvány kirobbanásában, ezalatt a gyerekeket pedig a rendőrség tartja benn az iskolában. Az epizód szatirikusan ábrázolja az Egyesült Államok intézkedéseit a járvány kapcsán, a rendőri brutalitásokat és a faji feszültségeket, de olyan témákkal is foglalkozik, mint a mentális egészség, a maszkviselés, a Kína-ellenesség és a rendőrség alulfinanszírozottsága.
Bemutatásakor több mint négymillióan látták, ezzel hét év után a legnézettebb South Park-epizód lett. Bemutatása után ingyenesen megtekinthető lett a Comedy Central és a South Park Studios oldalán, és még az HBO Max-re is felkerült, miután a szolgáltató megszerezte a streamingjogokat.

## Cselekmény
Az epizód a szokásos felvezető elferdített változatával indít: "a műsor szereplői kitaláltak és csúnyán beszélnek, megtekintét a COVID miatt senkinek sem ajánljuk".
A járvány hatalmas hatással van South Parkra. Butters dühös, mert szeretne eljutni a Maciboltba (Build-A-Bear Workshop, ahol saját plüssállatot rakhat össze a látogató), de a szülei nem viszik el őt, még akkor sem, amikor enyhítenek a korlátozásokon. Stephen, aki szigorúan betartja az előírásokat, kritizálja azokat, akik nem hordják rendesen a maszkokat, "tokatakarónak" nevezve azokat. A lakosok South Park főterén gyülekeznek, ahol Randy népszerűsíti a Böcsület Farm termékeit, köztük a legújabb terméket, a Böcsület Gandzsa Járványügyi Különkiadást. Sharon mindazonáltal leszidja őt azért, mert ekkor is csak a profittal törődik, miközben emberek halnak meg.
Eközben Cartman rendkívül boldog, mert a kötelező távolságtartási szabályok miatt távoktatást vezettek be, ő pedig minden alkalommal megjátssza, hogy rossz a kapcsolat, csak hogy ne kelljen tanulna. Az anyja azonban tájékoztatja, hogy pár nap múlva újra kinyitják az iskolát, ami miatt dühöngeni kezd. Elrohan Kyle-ékhoz, hogy felkérje az apját, hogy legyen az ügyvédje, nehogy elvegyék a "szabadságjogait", és ennek keretén belül összevitatkozik Kyle-lal is. Stannek nem tetszik a távoktatás, és elmondja az anyjának, hogy aggódik, hogy mindez milyen hatással lehet a gyengébbekre, mint például Butters. Valójában ő az, aki egyre rosszabbul érzi magát a bezártság miatt.
Randy üzlete remekül megy. Amikor Sharon elmondja neki, hogy Jimbo kórházban van, COVID-fertőzéssel, Randy csak legyint, hogy Jimbo "csak egy dagadt alkesz, aki amúgy is kórházban lenne". A hírekben bemondják, hogy a vírus egy vuhani denevértől származik, de azt a tudósok sem értik, hogy volt képes állatról emberre ugrani. Randynek hirtelen megjelennek a szeme előtt az előző évi kínai utazásának az emlékképei, ahol ő és Miki egér betépve közösültek egy denevérrel. Randynek bűntudata támad és felhívja Miki egeret, közölve, hogy ő egyébként előző év októberében elég beteg is volt, tehát úgy sejti, hogy ő volt a zéró páciens.
Mr. Mackey bejelenti egy Zoom-konferencián, hogy a következő héttől kezdődik az oktatás, amit kénytelen lenémítani, mert az emberek összevesznek egymással a járványügyi intézkedések miatt. Mivel a tanári kar biztonsági okokból nem hajlandó visszatérni, ezért új embereket vettek fel, akik munka nélkül maradtak és dolgozni szeretnének. Nem mások ők, mint a rendőrök, akik az elmúlt időszak rendőri túlkapásai miatt elbukták a költségvetésük nagyját. Harrison Yates őrmester kezdi el az oktatást, miközben meghozzák Cartmant és hozzábilincselik a padjához. Cartman dühöngeni kezd és kiprovokálja, hogy Kyle összeverekedjen vele, és amikor a rendőrök emiatt lövöldözni kezdenek, véletlenül Tokent találják el, aki fekete. Eközben a hírekben bemondják, hogy megtalálták az állatot, amelytől a fertőzés indult, így hátha elkészülhet az oltás a COVID ellen. Randy meglepetésére ez nem egy denevér, hanem egy tobzoska, amivel Randy és Miki egér ugyancsak közösültek. Randy belóg a kutatóközpontba, ahol megtudja a tudósoktól, hogy rá kell jönniük, hogy a tobzoska DNS-e mitől mutálódott, és ha ki tudnák valahogy vonni azt a tényezőt, ami miatt ez történt, akkor meglenne a gyógymód. Végül úgy dönt, hogy ellopja a tobzoskát. Később kap egy csomagot, benne egy kivágott emberi szívvel, amit Miki egér küldött neki: ezzel üzent, hogy meg akarja öletni Randyt, és így a tudósok a testéből meg tudják szerezni a gyógymódhoz szükséges DNS-mintát. Randy pár nap haladékot kér, és közben kipróbálja az egyik ötletét: ellátogat az éj leple alatt Jimbóhoz a kórházba, majd rámaszturbál egy adag Böcsület Gandzsára, amit utána elszívat vele. Jimbo ezt követően váratlanul jobban lesz, ezért Randy újabb adagokat állít elő. Csakhogy nem sokkal később visszaesik ő is, meg a többi beteg ember, akik ezt szívták, és mindannyiuknak furcsa, Randyére emlékeztető bajusza nő. Anthony Fauci országos tisztifőorvos próbál egészségügyi tanácsokat adni az embereknek, de ők nem fogadják meg azokat.
Az iskolában bejelentik, hogy az egyik diák COVID-fertőzött lett (valójában Tokent vitték kórházba a sérülése miatt, csak a rendőrök ezt hazudták), emiatt két hétig valamennyi diákot karanténba helyezik az iskola épületében. A rendőrök úgy kezelik őket, mintha elítéltek lennének a börtönben. Butters lassan elkezd kiakadni a bezártság miatt, Stan pedig idegösszeomlást kap. Úgy dönt, hogy felhívja Garrison elnököt, és segítséget kér tőle. Garrison viszont nem hajlandó segíteni, mert ő úgy látja, hogy a vírustól meghalnak a mexikói bevándorlók is, és azt ígérte az amerikaiaknak, hogy megszabadítja őket tőlük. Stan felébreszti a barátait azzal, hogy Butterst el kell juttatniuk a Maciboltba, és fellázítja a többieket. A gyerekek simán kitörnek, aminek a hírére tömegpánik tör ki a városban, majd az emberek összeverekednek (Stephen eddigre véleményt vált, és már ő nem hajlandó hordani a "tokatakarónak" csúfolt szájmaszkot). A polgármester úgy dönt, hogy a rendőrség visszakaphatja a költségvetését és a felszereléseiket, hogy rendet tegyenek a városban. Brutálisan lépnek fel és többek között Kennyt is szitává lövik. Stan eljuttatja Butterst a Maciboltba, de odabent képtelen kezelni a berendezést. A rendőrség éppen készül rajtuk ütni, amikor váratlanul megjelenik Randy a tobzoskával.
Cartman elveszi tőle az állatot, amit meg akar ölni, nehogy vége legyen a járványnak. Csak Stan szívhez szóló beszéde hatására gondolja meg magát és átadja azt egy tudósnak. Váratlanul megjelenik Garrison elnök, aki egy lángszóróval elégeti mind a tudóst, mind a tobzoskát, majd felhívja az emberek figyelmét, hogy ne felejtsenek el szavazni a közelgő választásokon. Az epizód végén tűzvészek törnek ki, ezért az egész várost karantén alá helyezik. Randy bocsánatot akar kérni Sharontól mindenért, ám váratlanul felfedezi, hogy bár az asszony állította, hogy soha nem szokott füvezni, mégis megjelent az ő arcán is a bajusz. Randy ennek hatására inkább nem mond semmit, csak annyit, hogy csinál még néhány különkiadást.

## Fordítás
- Ez a szócikk részben vagy egészben  a   The Pandemic Special című angol Wikipédia-szócikk ezen változatának fordításán alapul.  Az eredeti cikk szerkesztőit annak laptörténete sorolja fel. Ez a jelzés csupán a megfogalmazás eredetét és a szerzői jogokat jelzi, nem szolgál a cikkben szereplő információk forrásmegjelöléseként.